# Ващук, Юрий Михайлович
Юрий Михайлович Ващук (род. 12 июня 1963, Барнаул) — заслуженный лётчик-испытатель (2010), мастер спорта международного класса по высшему пилотажу. Герой Российской Федерации (2003).

## Биография
Родился 12 июня 1963 года в Барнауле. Детские и школьные годы прошли в г. Нижневартовске, где в 1977 году он окончил «Клуб юных лётчиков». В 1980 году окончил 10 класс школы №5 города Нижневартовска. В 1982 году окончил Кинель-Черкасский авиационный центр ДОСААФ в звании младшего лейтенанта. 
В 1989 году окончил МАИ им. С. Орджоникидзе по специальности «инженер-механик». В 1989—1990 годах — инженер-конструктор ЛИИ им. М. М. Громова. В 1990—1992 годах — лётчик-инструктор Центрального аэроклуба России им. В. П. Чкалова, член сборной команды СССР и России по высшему пилотажу. 
С 1992 года — лётчик-испытатель ОАО «ОКБ Сухого», в 1993 году окончил Школу лётчиков-испытателей им. А. В Федотова. Участвовал в создании новых образцов военной и спортивной техники, самолётов для сельского хозяйства и гражданской авиации, начиная с этапов проектирования и заканчивая процессом их доводки. 
Освоил все типы самолётов ОКБ Сухого, в том числе Су-57. Выполнил большое количество испытательных полётов на флаттер, большие углы атаки, режимы сверхманёвренности без управления вектором тяги, «сваливание» и штопор. Впервые поднял в небо и провёл испытания самолётов Су-35УБ, Су-80ГП (в качестве второго пилота), двух летающих лабораторий на базе Су-27М с опытным оборудованием для самолётов пятого поколения. В ноябре 2013 года произвёл дальний перелёт на пятом опытном экземпляре истребителя Т-50 из Комсомольска-на-Амуре в подмосковный Жуковский.
Выполнил два вынужденных катапультирования.
Участник международных авиасалонов МАКС с 1993 года, а также авиасалонов в Берлине, Сеуле, Ле Бурже, Джухае и Бахрейне.
С 2011 года — президент Федерации авиамодельного спорта России.
Проживает в городе Жуковском.

## Награды и звания
- Герой Российской Федерации (2003)[1]
- Заслуженный лётчик-испытатель Российской Федерации (2010)[1]
- Лауреат премии им. П. О. Сухого (2008)[1]
- Мастер спорта международного класса[1]